# Leopold Joseph von Daun
Leopold Joseph Maria von Daun, o Dhaun (Vienna, 24 settembre 1705 – Vienna, 5 febbraio 1766), è stato un generale austriaco.
Feldmaresciallo, fu conte del Sacro Romano Impero e principe di Teano.

## Biografia
Figlio del conte Wirich Philipp von Daun e della contessa Maria Barbara von Herberstein, era inizialmente destinato alla carriera ecclesiastica, ma fu scelto per lui un ruolo diverso, viste le sue naturali inclinazioni alla res militaris, in cui il padre ed il nonno si erano già distinti come generali. Nel 1718 prestò servizio nella campagna di Sicilia (Guerra della Quadruplice Alleanza), nel reggimento del padre. Venne elevato al rango di Colonnello (Oberst) quando prestò servizio attivo in Italia e lungo il Reno, nel corso della Guerra di successione polacca (1734-35). Egli continuò a segnalarsi come valente soldato negli scontri con l'Impero ottomano (1737-39), dove ottenne il grado di Feldmaresciallo-Luogotenente (Maggiore-Generale). Nel corso della Guerra di successione austriaca (1740-42), Daun si distingue per la chiara leadership che esaltava le sue già acclarate doti militari.
Egli era presente alla Battaglia di Chotusitz e a quella di Praga, e guidò l'avanzata delle guardie delle armate di Khevenhüller nella vittoriosa campagna del Danubio del 1743. Il Feldmaresciallo Otto Ferdinand von Abensberg und Traun, che succedette a Khevenhüller nel 1744, stimava particolarmente von Daun e lo introdusse nei favori dell'esercito austriaco quando attaccò Federico il Grande. Egli ottenne importanti incarichi di comando nelle battaglie di Hohenfriedberg e di Soor, e nello stesso anno (1745) venne promosso al rango di Feldzeugmeister (Luogotenente Generale). Dopo questi episodi, prestò servizio nei Paesi Bassi, e fu presente alla Battaglia di Val. Altamente rivalutato da Maria Teresa, che lo rese Governatore di Vienna e Cavaliere del Toson d'Oro, nel 1754 ottenne il grado di Feldmarschall (Feldmaresciallo).
Durante l'intervallo di pace che precedette la Guerra dei sette anni venne incaricato di creare uno schema elaborato per la riorganizzazione dell'esercito austriaco, e fu proprio in seno a questo progetto che venne creato il Theresianum, l'accademia militare di Wiener Neustadt nel 1751. Egli non venne poi direttamente impiegato nelle prime campagne di guerra, ma nel 1757 venne messo a capo dell'armata che aveva il compito di riconquistare Praga. Il 18 giugno 1757 Daun sconfisse Federico II di Prussia per la prima volta nella sua carriera, combattendo disperatamente nella Battaglia di Kolín. Nella commemorazione di questo brillante successo l'Imperatrice istituì immediatamente un ordine cavalleresco con il di lei nome, e Daun ne ottenne la prima Gran Croce. L'unione dell'esercito presente con le forze del Principe Carlo a Praga ridusse Daun a una posizione di comando a latere, e da questa posizione prese parte solo alla cacciata dei prussiani nel corso della vittoria della battaglia di Breslavia.
Federico, a quell'epoca, riapparve e vinse in modo strabiliante nella Battaglia di Leuthen. Daun era presente sul campo, ma non fu responsabile del disastro, e quando il Principe Carlo si dimise dal comando, Daun venne nominato al suo posto. Con la campagna del 1758 iniziarono una serie di manovre dove Daun, un po' per mancanza, un po' per eccessiva premura, ebbe più volte l'opportunità di schiacciare i prussiani, mantenendo una fredda resistenza alla fiera strategia di Federico II. Nel 1758 il Maggiore Generale Ernst Gideon von Laudon, agendo su comando di von Daun, forzò il Re di Prussia dal recedere all'assedio di Olmütz (Battaglia di Domašov), e poco dopo, nello stesso anno, fu proprio Daun a sorprendere Federico a Hochkirch e ad infliggergli una severa sconfitta (14 ottobre 1758). Negli anni successivi la guerra di manovra continuò, e tra il 20 ed il 21 novembre egli sconfisse l'intero corpo del Generale Friedrich August von Finck nella Battaglia di Maxen, forzando i prussiani ad arrendersi. Questi successi vennero controbilanciati negli anni successivi dalla sconfitta di Laudon nella Battaglia di Liegnitz (1760), che venne attribuita ad una mancanza di Daun, e Daun stesso venne sconfitto nella grande Battaglia di Torgau. In questa situazione Daun fu costretto a tornare a Vienna per recuperare la propria posizione.
Egli continuò a mantenere la propria posizione di comando sino alla fine della guerra, e anche successivamente quando impiegò grandi energie per la riorganizzazione delle forze degli imperiali. Nel 1762 venne nominato presidente del Hofkriegsrat (Consiglio di guerra di Corte), carica che mantenne fino alla morte. Per ordine di Maria Teresa, alla di lui morte, venne eretto un monumento alla sua memoria ad opera di Balthasar Ferdinand Moll nella chiesa degli agostiniani, con un'iscrizione che lo descrive come «...il più saggio dei suoi comandanti». Nel 1888 il 56º Reggimento di Fanteria austriaco prese da lui il nome.
La Contessa Eleonora von und zu Daun, sua prima cugina, figlia del Conte Heinrich Reichard Lorenz von und zu Daun e della Contessa Maria Josepha Violante von Poymund und Payersberg, sposò il Marchese di Pombal, noto uomo di stato portoghese.

## Il castello di Ladendorf
Nel 1722 Daun affidò a Donato Felice Aglio la ricostruzione del castello di Ladendorf, con una sala per feste su due piani.

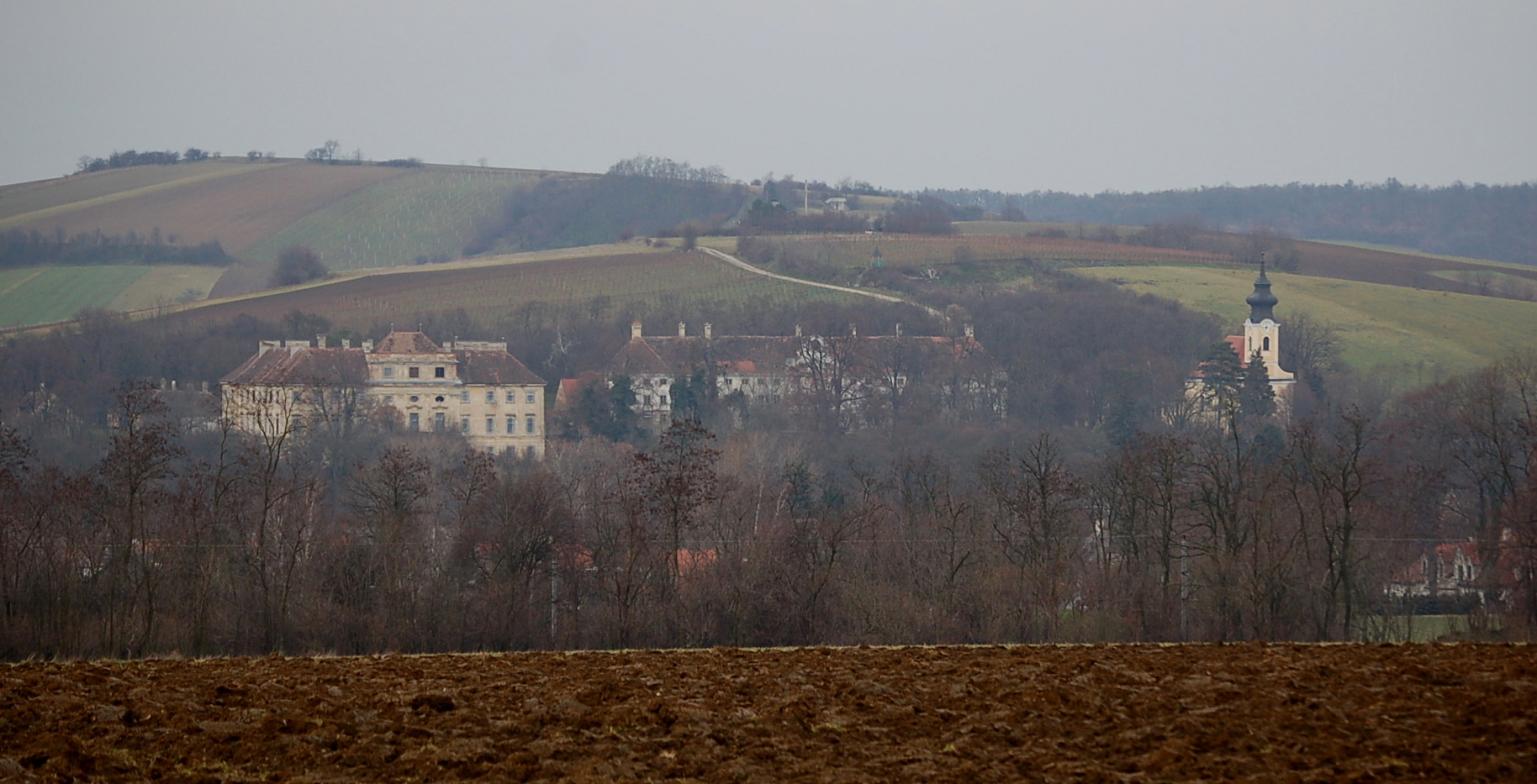
Castello di Ladendorf (danneggiato)
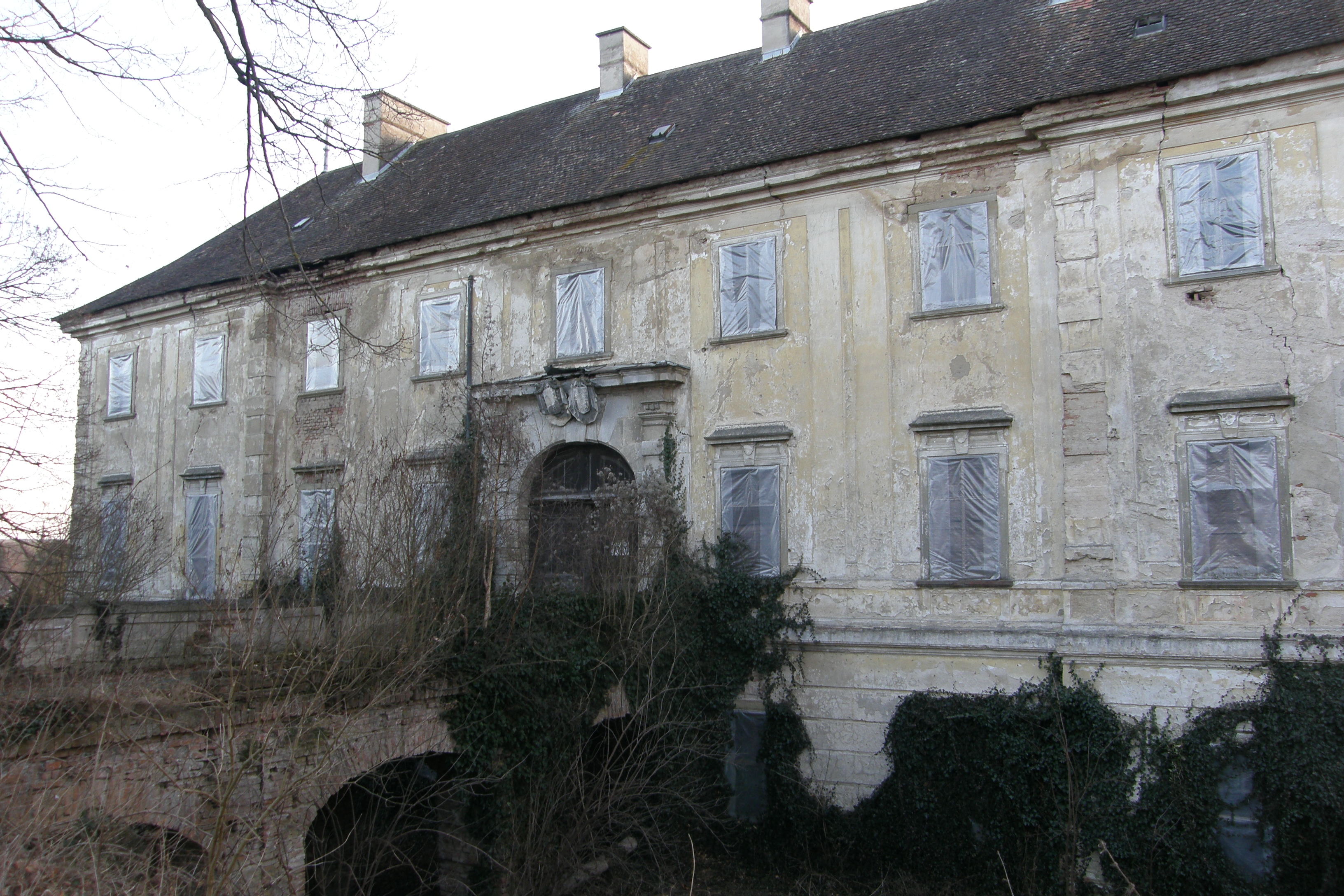
Castello di Ladendorf (danneggiato): ingresso
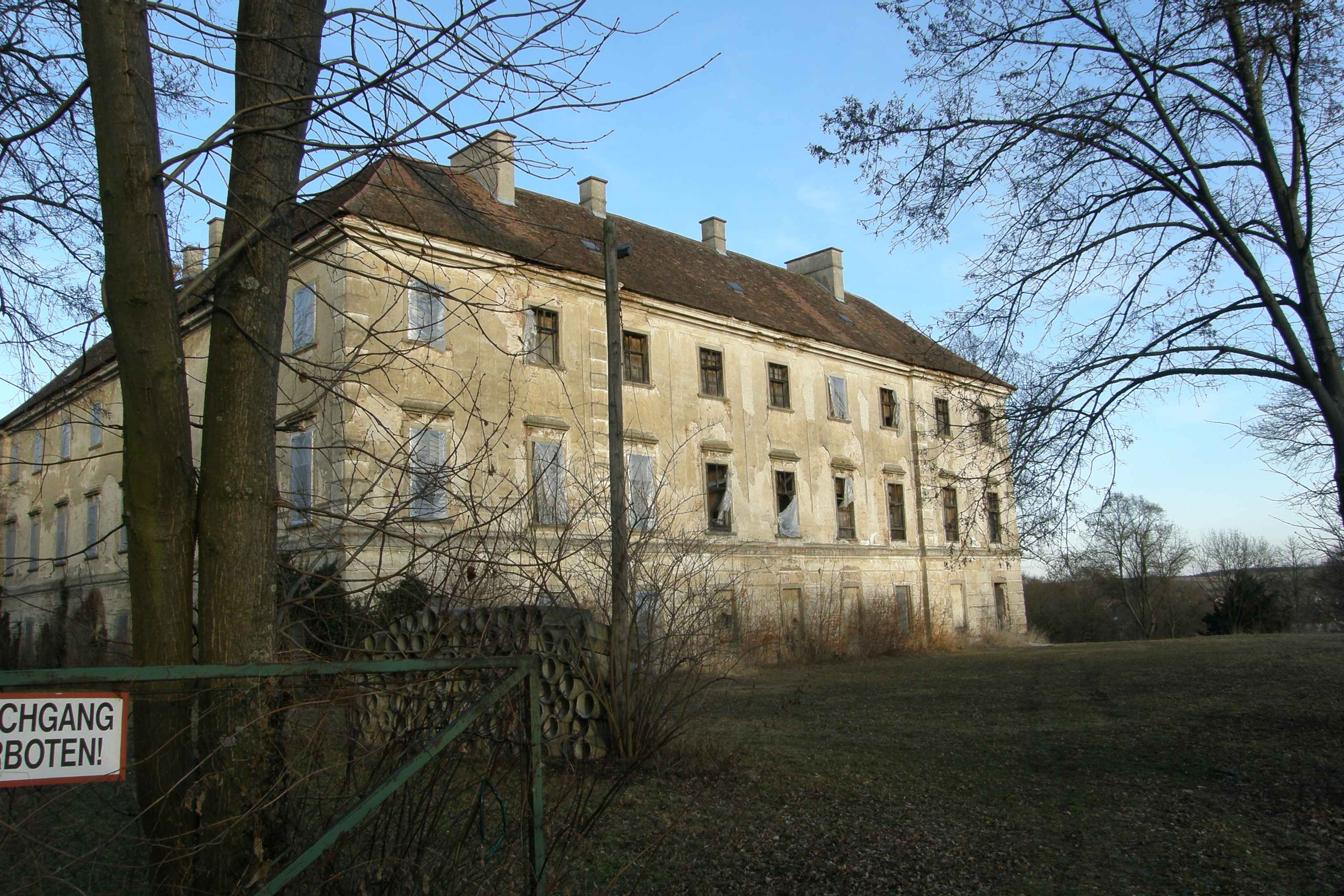
Castello di Ladendorf (danneggiato): lato ovest

## Matrimonio e discendenza
Daun sposò Maria Josefa Fuchs vom Bimbach und Dornheim (1711 - 1764), figlia del conte Christoph Ernst von Fuchs zu Bimbach und Dornheim (1664–1719) e di Karoline von Fuchs-Mollard, e vedova di Anton Christoph Karl von Nostitz-Rokinitz (1708 - 1740). La coppia ebbe due figli:
- Maria Teresa (1745 - 1777), che nel 1762 sposò il feldmaresciallo conte Leopold Pálffy von Erdöd (1739 - 1799)
- Franz Karl (1746 - 1771), che sposò nel 1768 Maria Franziska von Auersperg (1745 - 1818)

## Ascendenza
|                                        |                                   |                                       | Genitori                                  |  |  | Nonni |  |  | Bisnonni               |  |  | Trisnonni     |  |
|                                        |                                   |                                       |                                           |  |  |       |  |  | Philipp Ernst von Daun |  |  | Karl von Daun |  |
|                                        |                                   |                                       |                                           |  |  |       |  |  | Philipp Ernst von Daun |  |  | Karl von Daun |  |
|                                        |                                   | Maria Agnes von Hagen                 |                                           |  |  |       |  |  | Philipp Ernst von Daun |  |  |               |  |
| Wilhelm Johann Anton von Daun          |                                   |                                       |                                           |  |  |       |  |  | Philipp Ernst von Daun |  |  |               |  |
|                                        |                                   | Maria Ursula Groschlag von Diepurg    | Heinrich Groschlag von Diepurg            |  |  |       |  |  |                        |  |  |               |  |
|                                        |                                   | Maria Ursula Groschlag von Diepurg    | Heinrich Groschlag von Diepurg            |  |  |       |  |  |                        |  |  |               |  |
|                                        |                                   | Maria Ursula Groschlag von Diepurg    | Ursula Kämmerer von Worms                 |  |  |       |  |  |                        |  |  |               |  |
| Wirich Philipp von Daun                |                                   | Maria Ursula Groschlag von Diepurg    |                                           |  |  |       |  |  |                        |  |  |               |  |
|                                        |                                   | Eustachius Rudof von Althann          | Johann Baptist von Althann                |  |  |       |  |  |                        |  |  |               |  |
|                                        |                                   | Eustachius Rudof von Althann          | Johann Baptist von Althann                |  |  |       |  |  |                        |  |  |               |  |
|                                        |                                   | Eustachius Rudof von Althann          | Anna Johanna von Trauttmansdorff          |  |  |       |  |  |                        |  |  |               |  |
| Anna Maria Magdalena von Althann       |                                   | Eustachius Rudof von Althann          |                                           |  |  |       |  |  |                        |  |  |               |  |
|                                        |                                   | Anna Maria von Teuffenbach            | Balthasar von Teuffenbach                 |  |  |       |  |  |                        |  |  |               |  |
|                                        |                                   | Anna Maria von Teuffenbach            | Balthasar von Teuffenbach                 |  |  |       |  |  |                        |  |  |               |  |
|                                        |                                   | Anna Maria von Teuffenbach            | Eva Maria Prankh von Poppendorf           |  |  |       |  |  |                        |  |  |               |  |
| Leopold Joseph von Daun                |                                   | Anna Maria von Teuffenbach            |                                           |  |  |       |  |  |                        |  |  |               |  |
|                                        | Johann Maximilian von Herberstein | Bernhardin II von Herberstein-Neuberg |                                           |  |  |       |  |  |                        |  |  |               |  |
|                                        | Johann Maximilian von Herberstein | Bernhardin II von Herberstein-Neuberg |                                           |  |  |       |  |  |                        |  |  |               |  |
|                                        | Johann Maximilian von Herberstein | Margherita di Valmarana               |                                           |  |  |       |  |  |                        |  |  |               |  |
| Johann Ferdinand von Herberstein       | Johann Maximilian von Herberstein |                                       |                                           |  |  |       |  |  |                        |  |  |               |  |
|                                        |                                   | Eleanore Katharina von Breuner        | Johann Jakob Breuner von Stübing-Fladnitz |  |  |       |  |  |                        |  |  |               |  |
|                                        |                                   | Eleanore Katharina von Breuner        | Johann Jakob Breuner von Stübing-Fladnitz |  |  |       |  |  |                        |  |  |               |  |
|                                        |                                   | Eleanore Katharina von Breuner        | Anna Renata Magdalena von Preysing        |  |  |       |  |  |                        |  |  |               |  |
| Maria Barbara von Herberstein          |                                   | Eleanore Katharina von Breuner        |                                           |  |  |       |  |  |                        |  |  |               |  |
|                                        |                                   | Georg Ehrenrich von Herberstein       | Veit Sigismund von Herberstein            |  |  |       |  |  |                        |  |  |               |  |
|                                        |                                   | Georg Ehrenrich von Herberstein       | Veit Sigismund von Herberstein            |  |  |       |  |  |                        |  |  |               |  |
|                                        |                                   | Georg Ehrenrich von Herberstein       | Benigna von Saurau                        |  |  |       |  |  |                        |  |  |               |  |
| Maria Rosina Elisabeth von Herberstein |                                   | Georg Ehrenrich von Herberstein       |                                           |  |  |       |  |  |                        |  |  |               |  |
|                                        |                                   | Barbara Rosina von Saurau             | Otto von Saurau                           |  |  |       |  |  |                        |  |  |               |  |
|                                        |                                   | Barbara Rosina von Saurau             | Otto von Saurau                           |  |  |       |  |  |                        |  |  |               |  |
|                                        |                                   | Barbara Rosina von Saurau             | Anna Maria von Radmannsdorf               |  |  |       |  |  |                        |  |  |               |  |
|                                        |                                   | Barbara Rosina von Saurau             |                                           |  |  |       |  |  |                        |  |  |               |  |